# Pontos (Mythologie)

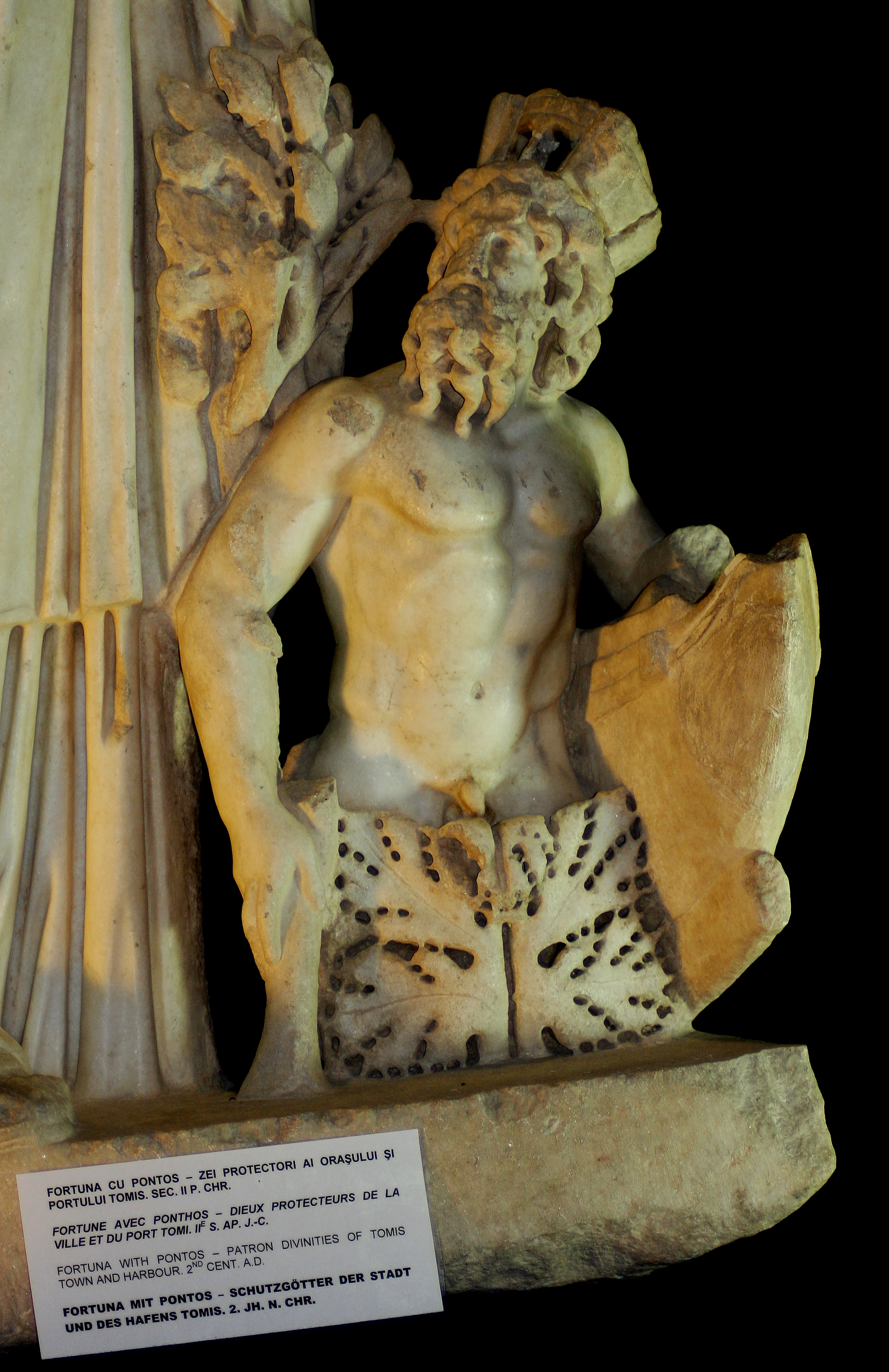
Pontos (Museum von Constanța)

Pontos (altgriechisch Πόντος Póntos, deutsch ‚das Meer‘) war in der griechischen Mythologie eine antike Seegottheit, der Sohn der Gaia.
Pontos wird zu den Protogonoi gezählt, den Zuerstgeborenen. Damit ist er ein präolympischer Gott. Nach Hesiod gebar Gaia, die Erde, ihn „ohne befruchtende Liebe“. Anderen Quellen zufolge war er der Sohn der Gaia und des Aither.
Mit Gaia zeugte er Nereus, Thaumas, Phorkys, Keto und Eurybia und die Telchinen. Mit Thalassa wurde er Vater der Fische. Zudem war Amphitrite, Tochter von Nereus und Gemahlin des Poseidon, seine Enkelin.